# Ойген Зенгер
Ойген Зенгер (на немски: Eugen Sänger; 22 септември 1905 г. – 10 февруари 1964 г.) е австрийски учен, физик в областта на ракетната техника, ръководител на проекта Silbervogel (Сребърна птица).

## Биография
Роден е в село Пресниц в Бохемия, Австро-Унгария (Пржисечнице, сега присъединено към село Криштофови Гамри, Чехия).
Учи в Техническия университет в Грац. През 1929 г. завършва Висшето техническо училище във Виена, където по-късно работи като асистент.
През 1934 г. публикува статия за възможностите за създаване на далекобоен ракетен бомбардировач.
След окупацията на Австрия оглавява проекта „Сребърна птица“.
През юни 1941 г. проектът е замразен. Зенгер е започва работа в Института по планеризъм (ДФС).
През 1944 г. работата по проекта „Сребърна птица“ е възобновена. До края на войната проектът не е реализиран.
След 1945 г. Зенгер работи във Франция, Англия и Швейцария, работейки по теория за фотонен ракетен двигател. През 1957 г. се връща в Германия. Умира през 1964 г. в Берлин.
Работата на Зенгер предизвиква силен интерес от страна на съюзниците. Според някои източници, Сталин заповядва отвличането на инженера и прехвърлянето му в СССР.
Ойген Зенгер е бил женен за математичката Ирене Брендт, работила по изчисленията по неговите проекти.

## В памет на Ойген Зенгер
- С решение на Международния астрономически съюз от 1970 г. кратер на обратната страна на Луната носи името на Ойген Зенгер.
- През периода 1990 – 2000 г. в Германия е разработен проект на двустепенна авиационно-космическа система (АКС) с хоризонтално стартиране и кацане, наречен в чест на видния учен Зенгер-2. Проектът не е реализиран.

## В литературата
- В алтернативно-историческите изследвания понякога се разглеждат възможностите за реализиране на проекта на Зенгер през 40-те години на XX век в Германия:

- в книгата си Строшеният меч на Империята, Максим Калашников описва първия космически полет през 1947 г. именно със Silbervogel.
- в романа „Uber Alles“ на Юрий Нестеренко и Михаил Харитонов се споменава космопланът „Nord“, разработен от Зенгер на базата на Silbervogel и изведен в орбита през 1953 г.

- в разказа на братя Стругацки „Почти еднакви“ се споменава единица за измерване на тягата на фотонен двигател „зенгер“.